# 카를로 쿠디치니
카를로 쿠디치니(이탈리아어: Carlo Cudicini, 1973년 9월 6일 ~ )는 이탈리아의 전 축구 선수이다. 포지션은 골키퍼였다. AC 밀란 등에서 뛰었던 골키퍼 파비오 쿠디치니의 아들이다. AC 밀란에서 선수 생활을 시작한 이후 무명 신세를 벗어나지 못하다가, 1999년 잉글랜드 프리미어리그의 첼시 FC로 이적하면서 진가를 인정받게 되었다. 첼시 FC에서 10시즌 동안 맹활약하였으며, 2009년 1월 자유계약으로 같은 리그의 토트넘 홋스퍼 FC로 이적하였다.
현재 첼시에서 엠배서더 겸 임대 선수 코치로 활동 중이다.

## 이탈리아에서의 경력
카를로 쿠디치니는 1973년 이탈리아 밀라노에서 출생하였다. AS 로마나 AC 밀란 등의 이탈리아 명문 구단에서 골키퍼로 활약하였던 아버지 파비오 쿠디치니의 영향으로 골키퍼로서 프로 축구 선수의 경력을 시작하였다. 그러나 AC 밀란에서는 별다른 주목을 받지 못하는 무명 선수였다. AC 밀란에서의 4시즌 동안 주전 출장 경력은 UEFA 챔피언스리그의 2경기에 불과하였다. 주전으로 출장하기 위해 이탈리아 하부 리그로 임대를 다녀야 하는 신세였다. 1996년 SS 라치오로 이적하였다. 하지만 SS 라치오에서는 손목 부상으로 인해 출장 기회를 거의 부여받지 못하였다. 결국 라치오에서도 카스텔 디 상그로로 방출되었다.

## 잉글랜드에서의 경력
1999년, 당시 잉글랜드 프리미어리그 첼시 FC의 감독은 이탈리아 출신의 잔루카 비알리였다. 첼시 FC의 주전 골키퍼는 에드 드 호이였는데, 비알리 감독은 드 호이의 뒤를 받쳐줄 백업 골키퍼를 영입하려 하고 있었다. 비알리와 친분이 있던 당시 SS 라치오의 감독 로베르토 만치니는 비알리에게 실력은 있지만 기회가 없었던 골키퍼를 한 명 소개하게 되었다. 그가 바로 카를로 쿠디치니였다. 쿠디치니는 1년 임대 후 완전이적이라는 조건으로 16만 파운드의 이적료에 첼시 FC로 이적하게 되었다.
첼시 FC로 이적한 카를로 쿠디치니는 2000/01 시즌부터 본격적으로 주전 자리를 차지하기 시작하였다. 2001/02 시즌에는 첼시 팬들이 선정한 올해의 선수에 선정되었다. 2002/03 시즌에는 ITV 선정 '골든 글러브'로 프리미어리그 올 시즌의 골키퍼에 선정되었다. 그러나 한편 2003년 여름 로만 아브라모비치가 첼시 FC를 인수하고 나서, 첼시의 감독은 클라우디오 라니에리에서 조제 모리뉴로 바뀌었으며, 프랑스의 스타드 렌에서 골키퍼 페트르 체흐가 영입되었다. 카를로 쿠디치니는 페트르 체흐에게 주전 골키퍼 자리를 넘겨주고 다시 백업 골키퍼로 내려앉게 되었다. 그렇지만 이적을 요구하지 않고 2006년 2월 구단과의 재계약에 합의하였다. 그러나 2009년 1월 사우스엔드와의 FA컵 경기를 마지막으로 토트넘 홋스퍼 FC로의 이적을 결정하였다.
토트넘 홋스퍼 FC로 이적한 이후, 주전 골키퍼 에우렐류 고메스와의 경쟁에서 밀려 출장 기회를 거의 부여받지 못하였다.

## 국가대표팀 경력
카를로 쿠디치니는 이탈리아 국가대표팀 경력이 전무하다. 잔루이지 부폰 등 강력한 경쟁자의 존재로 대표팀과는 인연이 없었다. 2002년 11월 당시 이탈리아 대표팀의 감독이었던 조반니 트라파토니 감독은 터키와의 친선경기에서 대표팀 명단에 카를로 쿠디치니의 이름을 올린 적이 있지만, 결국 출장 기회는 주어지지 않았다. 잉글랜드의 첼시 FC에서 보여준 활약으로 잉글랜드로 귀화해서 골키퍼 포지션이 약점으로 지적되고 있던 잉글랜드 대표팀으로 선발해야 한다는 의견이 있기도 하였지만 실제로 성사되진 않았다.